# Artjar (distrikt)
Artjar (bulgariska: Арчар) är ett distrikt i Bulgarien.   Det ligger i kommunen Obsjtina Dimovo och regionen Vidin, i den nordvästra delen av landet, 130 kilometer norr om huvudstaden Sofia.
Omgivningarna runt Artjar är en mosaik av jordbruksmark och naturlig växtlighet. Runt Artjar är det ganska glesbefolkat, med 23 invånare per kvadratkilometer.